# Wyspy Jońskie
Wyspy Jońskie (nwgr. Ιόνια Νησιά, trb. Ionia nisia; stgr. Ιόνιοι Νήσοι, trb. Ionioi Nēsoi), także: Heptanesos (gr. Επτάνησα, trb. Heptanēsa; w tłum. na pol. „Siedem wysp”) – archipelag na Morzu Jońskim, rozciągający się wzdłuż zachodnich wybrzeży Grecji i częściowo Albanii.

## Wyspy archipelagu
W skład archipelagu wchodzi 7 głównych, większych wysp:
- Kefalinia (781 km²)
- Korfu (592 km²)
- Zakintos (402 km²)
- Leukada (354 km²)
- Kithira (279 km²)
- Itaka (96 km²)
- Paksos (19 km²)

a także mniejsze wysepki u zachodnich wybrzeży kontynentalnej Grecji (m.in. Kalamos, Kastos, Skorpios, Andipaksos, Meganisi, Pandikonisi) oraz u południowo-wschodnich wybrzeży półwyspu Peloponez (Andikíthira i Elafonisos).

## Przynależność administracyjna
Większa część Wysp Jońskich stanowi grecki region Wyspy Jońskie ze stolicą w mieście Korfu. Region ten nie obejmuje jednak wysp zlokalizowanych w południowej części archipelagu, którymi administruje region Attyka.

## Gospodarka
W gospodarce wysp archipelagu dominuje uprawa winorośli, oliwek i drzew cytrusowych, rybołówstwo, przemysł spożywczy oraz turystyka.

## Historia

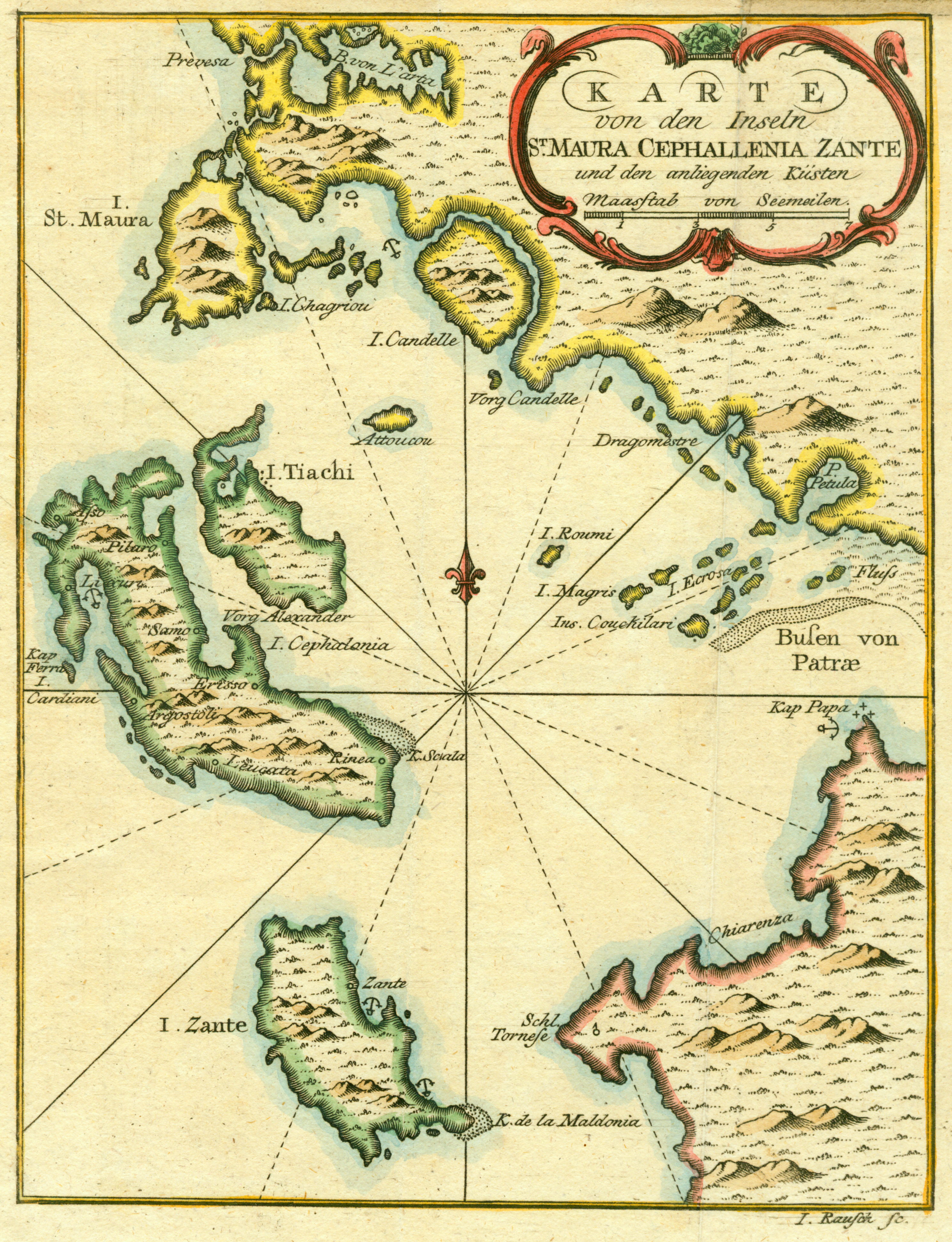
Mapa archipelagu z 1797 roku

W latach 1267–1386 Wyspy Jońskie należały do Królestwa Sycylii. W 1386 roku podbiła je Republika Wenecka. W 1797 r. zostały włączone do Francji. W 1800 r. utworzono na nich Republikę Siedmiu Wysp pod protektoratem rosyjsko-tureckim. W 1807 r. zwrócono wyspy Francji (od 1809 r. znajdowały się w składzie Prowincji Iliryjskich). W 1810 r. archipelag przejęła pod kontrolę Wielka Brytania. W 1815 r. Wyspy Jońskie stały się niepodległą republiką pod częściowym protektoratem Wielkiej Brytanii. W 1864 r. Brytyjczycy scedowali terytorium republiki na rzecz Królestwa Grecji.
Podczas II wojny światowej, w latach 1940–1941 Królestwo Grecji zostało zaatakowane i podbite przez państwa Osi, a Wyspy Jońskie trafiły pod administrację Królestwa Włoch. Były okupowane przez nie do 1943 r., kiedy to kontrolę nad nimi przejęły nazistowskie Niemcy. Państwo to podczas swoich rządów na archipelagu deportowało wielowiekową społeczność żydowską z wyspy Korfu do obozów koncentracyjnych w północnej Europie. W 1944 r. Wyspy Jońskie zostały wyzwolone przez aliantów.
W latach 1946–1949 archipelag był teatrem działań związanych z grecką wojną domową. W 1953 r. wyspy Kefalinia, Zakintos i Itakę nawiedziło trzęsienie ziemi o magnitudzie 7,1, które zrównało z ziemią całe miasta i wsie.